# Scylaticus distinguendus
Scylaticus distinguendus är en tvåvingeart som beskrevs av Lynch Arribalzaga 1881. Scylaticus distinguendus ingår i släktet Scylaticus och familjen rovflugor. Inga underarter finns listade i Catalogue of Life.